# Message from Another Time
Message from Another Time – drugi album studyjny holenderskiego projektu muzycznego Area 51, wydany w 2005. Kompozytorami wszystkich utworów byli Michiel van der Kuy oraz Rob van Eijk. Producentem wykonawczym był Humphrey Robertson ze szwajcarskiej wytwórni Hypersound Productions.

## Spis utworów
1. "Introx" - 1:55
2. "Journey to Triskelion" - 6:02
3. "End of Line" - 5:19
4. "Message from Another Time" - 6:05
5. "The Empath" - 5:28
6. "Die Hard" - 5:36
7. "Of The Known Universe" - 6:29
8. "Impact" - 5:40
9. "Eternities" - 6:29
10. "The Robot Empire" - 5:56
11. "Xuxos" /remix/ - 5:57
12. "Outrox" - 1:50